# Bystus apicalis
Bystus apicalis es una especie de coleóptero de la familia Anamorphidae.

## Distribución geográfica
Habita en Colombia y México.